# ایپک (اشتهارد)
ایپک یک دهستان در ایران است که در شهرستان اشتهارد واقع شده است. ایپک ۲۰۳۸ نفر جمعیت دارد.
روستای ایپک در ضلع جنوب غربی شهرستان اشتهارد از توابع استان البرز با ۱۴ کیلومتر از شهراشتهارد و ۷۵کیلومتر از استان البرز فاصله دارد. و در منطقه ای کوهستانی واقع گردیده است که از طرف شمال به کوه‌های همجوار و از طرف جنوب به روستای قانلی بلاغ و از طرف شرق به روستای قره ترپاق ونیز از طرف غرب به روستاهای قوزلو و حسن‌آباد مشرف می‌باشد
همچنین این روستا یکی از روستاهای دیدنی در استان البرز و شهرستان اشتهارد می‌باشد دارای آب و هوای سرد و کوهستانی و باغ‌های سرسبز و زیباست.

## گسل ایپک
یکی از دلایل اینکه مردم ایپک را می‌شناسند به خاطر گسل ۷/۲ ریشتری که مرکز آن در این روستا قرار داشته است. می‌شناسند.
این گسل در سال‌های اخیر فعالیت‌های زیادی داشته است و بر اساس مطالعات انجام شده قدرت لرزه زایی این گسل ۸ ریشتر است. از این گسل به عنوان یکی از عوامل تهدید کننده شهر تهران یاد شده است. این گسل عامل زمین‌لرزهٔ ۱۰ شهریور ۱۳۴۱ بوئین زهرا و زمین‌لرزهٔ ۱ تیر ۱۳۸۱ بوئین زهرا بوده است.